# Mardi
Pour l’article homonyme, voir MARDI ou Mar.D.I (Mars Digital Imager, instrument de la sonde spatiale Phoenix).

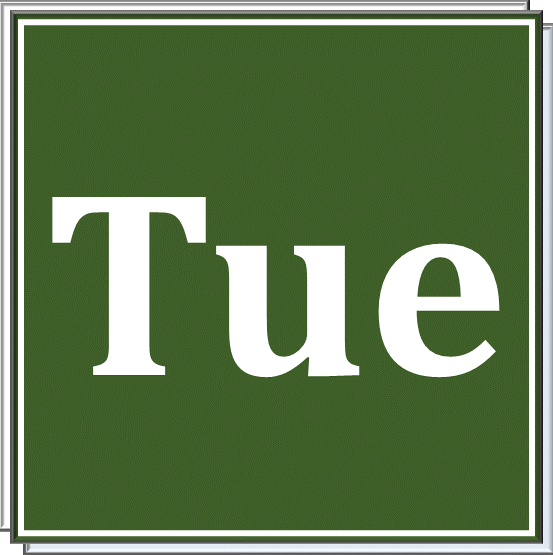
Tuesday

Le mardi est le jour de la semaine qui succède au lundi et qui précède le mercredi. Il est considéré comme le deuxième jour de la semaine par la numérotation ISO depuis 1988, mais cette position varie selon les pays.
Les autres jours de la semaine sont lundi, mercredi, jeudi, vendredi, samedi et dimanche.

## Étymologie
Le mot mardi est issu du latin Martis dies, signifiant « jour de Mars ». « Martis Dies » est une traduction du grec « Areôs hêméra », jour d'Arès, le dieu de la guerre. À côté de mardi, l'ancien français employait également quelquefois dimars, et cette racine se retrouve dans plusieurs langues romanes parlées en France (occitan, francoprovençal et catalan), ce qui atteste qu'une forme latine inversée dies Martis était également couramment employée en latin populaire de Gaule. 
- Similairement, en allemand, « dienstag » vient du moyen bas allemand (mittelniederdeutsch) « dingesdach », du dieu de la guerre « Mars Thingsus » (« dieu des things »), latinisation du dieu nordique Týr.
- En anglais « tuesday » vient du vieil anglais « tiwesdæg » (puis du moyen anglais « tewesday »). C'est la traduction du latin « Martis Dies »; le dieu germanique du ciel et de la guerre juste étant Teiwaz en gotique, Tiw en vieil anglais, et Týr en vieux norrois (« týr » étant le nom générique pour « dieu »).

L'heptagramme des sept jours de la semaine (c'est-à-dire l'association des jours avec les sept « planètes classiques ») date probablement de la période hellénistique. Entre les Ier et IIIe siècles, l'Empire Romain a progressivement remplacé les huit jours du cycle étrusque/romain (nundines) par la semaine de sept jours. L'ordre astrologique des jours a été expliqué par Vettius Valens et Dio Cassius. Selon ces auteurs, c'était un principe d'astrologie que les corps célestes président à l'ordre des jours.
- Dans les langues indo-aryennes pali, sanskrit, et thaï, le nom du jour vient de Angaraka (« celui qui est de couleur rouge »), une périphrase pour Mangal le dieu de la Guerre, et pour Mars la planète rouge[3].

## Religions
- Le Mardi gras est une fête populaire d'origine religieuse qui se place à la veille du carême, période de préparation à Pâques pour les chrétiens. Le lendemain s'appelle le Mercredi des cendres. C'est en effet grâce aux privations du carême que les chrétiens ont pris l'habitude dès le Moyen Âge de festoyer. Cette tradition a disparu en même temps que les privations de nourriture dans les régions adeptes de la Réforme protestante.

## Politique
- Tous les quatre ans, le mardi qui suit le premier lundi de novembre, se tient l'élection présidentielle aux États-Unis.
- Le Super Tuesday (littéralement super mardi) désigne un mardi du début du mois de mars de l'année d'une élection présidentielle. C'est le jour où le plus grand nombre d'États des États-Unis votent simultanément pour choisir les candidats à l'élection présidentielle.

## Histoire
- Le plus célèbre mardi de l'histoire de France est celui de la prise de la Bastille, le 14 juillet 1789.
- "Le Mardi en Huit" ou plus communément "Le Bon Mardi", expression célèbre née au XIXe siècle.

## Divers
- « Mardi prochain » et « Mardi en huit » désignent le mardi de la semaine suivante[4],[5],[6].
- La religion yézidie considère que Dieu a créé l'ange Israfil le troisième jour de la semaine, soit un mardi[7].